# Callithomia siparia
Callithomia siparia är en fjärilsart som beskrevs av William James Kaye 1921. Callithomia siparia ingår i släktet Callithomia och familjen praktfjärilar. Inga underarter finns listade i Catalogue of Life.